# Mike Van Ryn
Michael Van Ryn, född 14 maj 1979 i London, Ontario, är en kanadensisk före detta professionell ishockeyback. Han har tidigare spelat för St. Louis Blues, Florida Panthers och Toronto Maple Leafs i NHL.
Van Ryn valdes som 26:e spelare totalt i NHL-draften 1998 av New Jersey Devils.
Van Ryn är säsongen 2011–12 assisterande tränare för Houston Aeros i AHL.